# Имабари (княжество)

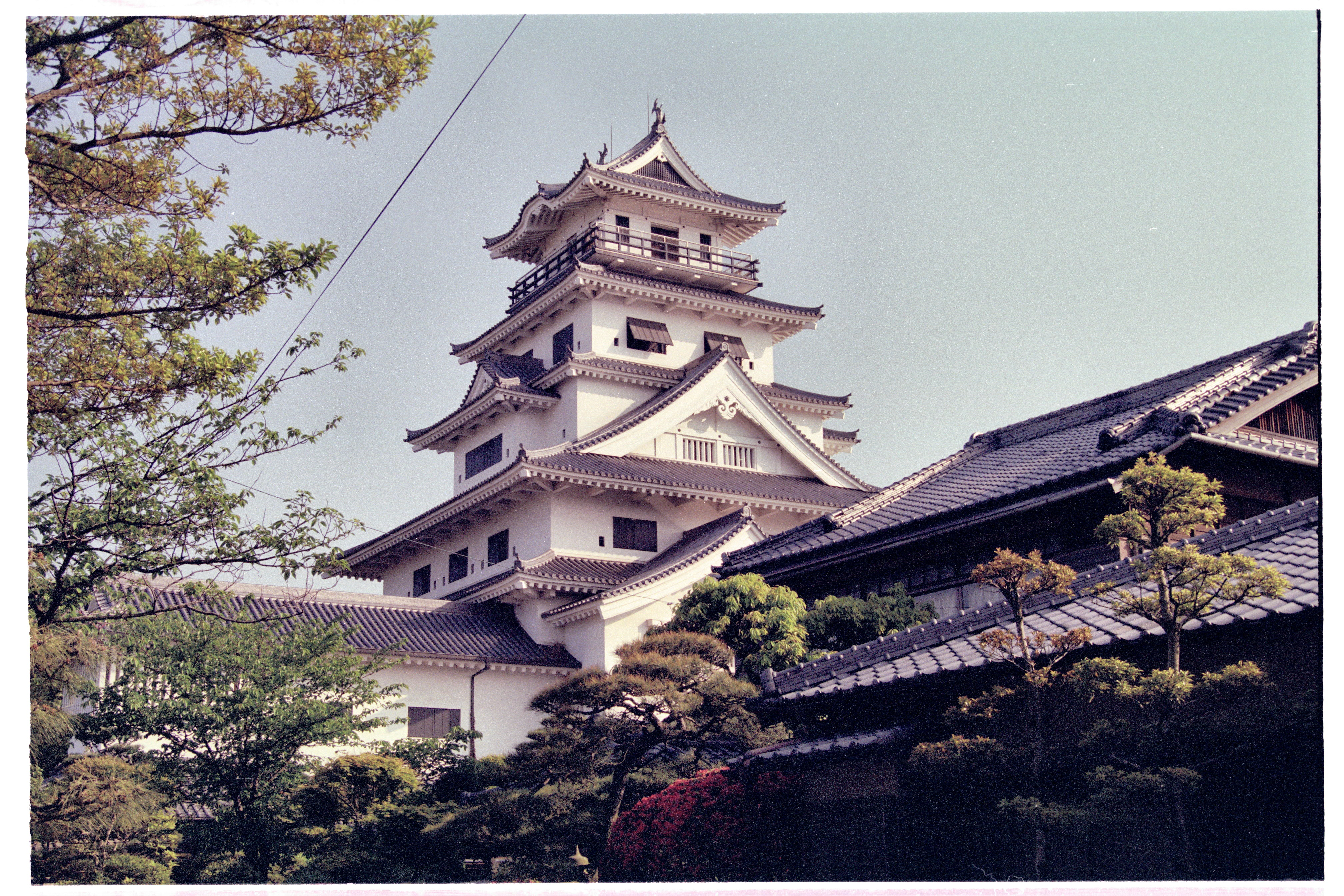
Замок Имабари, столица княжества

Княжество Имабари (яп. 今治藩 Имабари-хан) — феодальное княжество (хан) в Японии периода Эдо (1600—1871). Имабари-хан располагался в провинции Иё региона Нанкайдо на острове Сикоку (современная префектура Эхиме).

## Краткая история
Административный центр княжества: замок Имабари (современный город Имабари, префектура Эхиме).
Доход хана:
- 1600—1608 годы — 200 000 коку риса
- 1635—1871 годы — 30 000->40 000->35 000 коку

Княжество Имабари было основано в 1600 году. Первым правителем был Тодо Такатора (1556—1630), правитель домена Осу (провинция Иё) с доходом 80 000 коку (1594—1600). В 1600 году после битвы при Сэкигахара он был переведен в Имабари-хан (провинция Иё) с доходом 200 000 коку. В 1608 году Тодо Такатора получил во владение Цу-хан (провинция Исэ) с доходом 323 000 коку.
В 1608-1635 годах Имабари-хан находился под прямым управлением сёгуната Токугава.
С 1635 по 1871 год княжеством владел род Мацудайра (ветвь Хисамацу), который относился к симпан-даймё и имел статус правителя провинции (яп. 国主 кокусю). В 1635 году первым правителем Имабари-хана стал Мацудайра Садафуса (1604—1676), сын Мацудайры Садакацу, даймё Какэгава-хана, Фусими-хана и Кувана-хана. Потомки Мацудайры Садафусы управляли княжеством вплоть до 1871 года.
В 1868 году род Мацудайра, правивший в Имабари-хане, вынужден был отказаться от своей фамилии Мацудайра и стал использовать новую фамилию — «Сугавара».
Имабари-хан был ликвидирован в 1871 году.

## Правители княжества
- Род Тодо, 1600—1608 (тодзама-даймё)

| № | Имя           | Имя       | Годы правления | Годы жизни  | Примечания               |
| - | ------------- | --------- | -------------- | ----------- | ------------------------ |
| 1 | Тодо Такатора | 藤堂 高虎 | 1600 — 1608    | 1556 — 1630 | Второй сын Тодо Торатаки |

- Род Мацудайра (ветвь Хисамацу), 1635—1871 (симпан-даймё)

| №  | Имя                | Имя      | Годы правления | Годы жизни  | Примечания                                                            |
| -- | ------------------ | -------- | -------------- | ----------- | --------------------------------------------------------------------- |
| 1  | Мацудайра Садафуса | 松平定房 | 1635 — 1674    | 1604 — 1676 | Пятый сын Мацудайры Садакацу                                          |
| 2  | Мацудайра Садатоки | 松平定時 | 1674 — 1676    | 1635 — 1676 | Второй сын и преемник Мацудайры Садафусы                              |
| 3  | Мацудайра Саданобу | 松平定陳 | 1676 — 1702    | 1667 — 1702 | Второй сын Мацудайры Садатоки                                         |
| 4  | Мацудайра Садамото | 松平定基 | 1702 — 1732    | 1687 — 1759 | Сын и преемник Мацудайры Саданобу                                     |
| 5  | Мацудайра Садасато | 松平定郷 | 1732 — 1763    | 1702 — 1763 | Приемный сын Мацудайры Садамото                                       |
| 6  | Мацудайра Садаясу  | 松平定休 | 1763 — 1790    | 1752 — 1820 | Старший сын и преемник Мацудайры Садасато                             |
| 7  | Мацудайра Садаёси  | 松平定剛 | 1790 — 1824    | 1771 — 1843 | Старший сын Мацудайры Садаясу                                         |
| 8  | Мацудайра Садасигэ | 松平定芝 | 1824 — 1837    | 1791 — 1837 | Старший сын и преемник Мацудайры Садаёси                              |
| 9  | Мацудайра Кацуцунэ | 松平勝道 | 1837 — 1862    | 1813 — 1866 | Сын хатамото Икэда Масаюки (1788—1819), усыновлён Мацудайрой Садасигэ |
| 10 | Мацудайра Саданори | 松平定法 | 1862 — 1871    | 1835 — 1901 | Третий сын Мацудайры Садасигэ, усыновлён Мацудайрой Кацуцунэ          |